# Moiré noirâtre
Pour les articles homonymes, voir Moiré.
Erebia melas
Espèce
Statut de conservation UICN

 LC  : Préoccupation mineure
Le Moiré noirâtre (Erebia melas) est un lépidoptère appartenant à la famille des Nymphalidae, à la sous-famille des Satyrinae et au genre Erebia.

## Dénomination
Erebia melas a été nommé par Johann Friedrich Wilhelm Herbst en 1796.
Synonymes : Papilio melas Herbst, 1796.

### Noms vernaculaires
Le Moiré noirâtre se nomme Black Ringlet en anglais.

### Sous-espèces
- Erebia melas acoris Fruhstorfer, 1918 ;
- Erebia melas leonhardi Fruhstorfer, 1918 ;
- Erebia melas nanos Fruhstorfer, 1918 ;
- Erebia melas runcensisKönig, 1965;
- Erebia melas schawerdae Fruhstorfer, 1918[2].
- Erebia melas vetulonia Fruhstorfer, 1918[1] .

## Description
Le Moiré noirâtre est un petit papillon de couleur marron très foncé à noir, avec aux antérieure des ocelles géminés noirs pupillés de blanc et souvent un autre en e2.
Le revers est semblable chez le mâle noir avec les ocelles géminés noirs pupillés de blanc à l'apex et aux postérieures une ligne de discrets ocelles noirs pupillés de blanc alors que les ailes antérieures de la femelle sont marron et les ailes postérieures chinées de marron et de gris clair avec les mêmes ocelles que le mâle.

## Biologie

### Période de vol et hivernation
Il vole de mi-juillet à mi-septembre en une génération.

### Plantes hôtes
La ou les plantes hôtes seraient des graminées.

## Écologie et distribution
Il est présent dans le sud-est de l'Europe, dans les montagnes de Slovénie, Croatie, Bosnie, Serbie, Albanie, Macédoine, Roumanie, Bulgarie et Grèce.

### Biotope
Il réside sur les pentes rocheuses et les éboulis calcaires.

### Protection
Il est considéré comme vulnérable en Bulgarie.

### Liens taxonomiques
- (en) Tree of Life Web Project : Erebia melas
- (en) Catalogue of Life : Erebia melas Herbst, 1796 (consulté le 16 décembre 2020)
- (en) Fauna Europaea : Erebia melas (Herbst, 1796) (consulté le 21 mars 2023)
- (en) UICN : espèce Erebia melas (Herbst, 1796) (consulté le 26 mai 2015)